# Green Is Beautiful
Green Is Beautiful è un album del chitarrista Grant Green, pubblicato dalla Blue Note Records nel 1970.I brani del disco furono registrati il 30 gennaio 1970 al Van Gelder Studio di Englewood Cliffs, New Jersey (Stati Uniti).

## Tracce
Lato A
1. Ain't It Funk Now – 9:57 (James Brown)
2. A Day in the Life – 8:55 (John Lennon, Paul McCartney)

Lato B
1. The Windjammer – 5:40 (Earl Neal Creque)
2. I'll Never Fall in Love Again – 6:40 (Burt Bacharach, Hal David)
3. Dracula – 6:03 (Earl Neal Creque)

## Musicisti
- Grant Green - chitarra
- Blue Mitchell - tromba
- Claude Bartee - sassofono tenore
- Emanuel Riggins - organo (brani: A1, A2, B2 e B3)
- Earl Neal Creque - organo (solo nel brano: The Windjammer)
- Jimmy Lewis - basso elettrico
- Idris Muhammad - batteria
- Candido Camero - congas
- Richard Lendrum - bongos[3]